# 多發傷
多发伤是指一個人遇到多重創傷，例如一個人在遇到严重烧伤的同時又遇到严重的头部創傷。多發傷常常与交通事故有关。此外戰場上的士兵也會遇到多發傷，而且戰場上的多發傷通常是由簡易爆炸裝置和火箭推進榴彈造成的。